# Starks
Starks – miasto w Stanach Zjednoczonych, w stanie Maine, w hrabstwie Somerset.